# Variété de Hessenberg
En géométrie, une variété de Hessenberg, étudiée pour la première fois par Filippo De Mari, Claudio Procesi et Mark A. Shayman, est une sous-variété de la variété de drapeau complète définie par une fonction de Hessenberg {\displaystyle h} et une transformation linéaire {\displaystyle X}. L'étude des variétés de Hessenberg a d'abord été motivée par des questions d'analyse numérique en relation avec les algorithmes de calcul des valeurs propres et des espaces propres d'un opérateur linéaire X. Des travaux ultérieurs de Tonny Albert Springer, Dale Peterson et Bertram Kostant, et plus récemment Megumi Harada entre autres, ont montré des liens avec la combinatoire, la théorie des représentations et la cohomologie.

## Définitions
Une fonction de Hessenberg est une applications
{\displaystyle h:\{1,2,\ldots ,n\}\rightarrow \{1,2,\ldots ,n\}}
telle que
{\displaystyle h(i+1)\geq \max(i,h(i))}
pour  tout {\displaystyle 1\leq i<n}. Par exemple, la fonction qui envoie les nombres {\displaystyle (1,2,3,4,5)} sur {\displaystyle (2,3,3,4,5)} est une fonction de Hessenberg.
Pour une fonction de Hessenberg {\displaystyle h} et une transformation linéaire
{\displaystyle X:\mathbb {C} ^{n}\rightarrow \mathbb {C} ^{n}}
la variété de Hessenberg {\displaystyle {\mathcal {H}}(X,h)} est l'ensemble des drapeaux {\displaystyle F_{\bullet }} tels que
{\displaystyle X\cdot F_{i}\subseteq F_{h(i)}}
pour tout i.

## Exemples
Exemples de variétés Hessenberg, avec leur fonction de Hessenberg {\displaystyle h} :
- La variété des drapeaux totaux avec {\displaystyle h(i)=n} pour tout i ;
- La variété de Peterson, pour laquelle {\displaystyle h(i)=i+1} pour {\displaystyle i=1,2,\dots ,n-1} ;
- La variété de Springer, où  {\displaystyle h(i)=i} pour tout {\displaystyle i}.